# Anolis macrolepis
Espèce
Synonymes
- Norops macrolepis (Boulenger, 1911)

Anolis macrolepis est une espèce de sauriens de la famille des Dactyloidae. 

## Répartition
Cette espèce est endémique de Colombie.

## Publication originale
- Boulenger, 1911 : Descriptions of new reptiles from the Andes of South America, preserved in the British Museum. Annals and Magazine of Natural History, ser. 8, vol. 7, no 37, p. 19-25 (texte intégral).